# Antonieta Dias de Moraes
Pour les articles homonymes, voir Dias et De Moraes.
Antonieta Dias de Moraes (Santos, 1916 - São Paulo, 4 avril 1999) est une femme de lettres brésilienne, poétesse et romancière de littérature d'enfance et de jeunesse.
Elle a vécu en Europe (France et Italie) et en Argentine. Elle a publié plusieurs romans pour la jeunesse et des recueils de légendes du Brésil. Elle fait aussi paraître des recueils de poésie, comme Jornal falado (1983).

## Œuvres
- La Catharinette : pièce en un acte, Magnard, 1973.
- Trois garçons en Amazonie, Bibliothèque internationale, Nathan, 1974
- Tonico et le secret d'état, Bibliothèque internationale, Nathan, 1980.
- Quatre sur une île, éditions la farandole, 1985.